# Bullion
Pour les articles homonymes, voir Bullion (homonymie).
Bullion est une commune française située dans le département des Yvelines en région Île-de-France.
Ses habitants sont appelés les Bullionnais.

## Géographie

### Situation
La commune de Bullion se situe à environ 15 km à l'est de Rambouillet, 30 km au sud-sud-ouest de Versailles et 45 km au sud-ouest de Paris.

### Communes limitrophes
| La Celle-les-Bordes        | Cernay-la-Ville Choisel | Pecqueuse |
| Clairefontaine-en-Yvelines | Bullion                 | Bonnelles |
| Saint-Arnoult-en-Yvelines  | Rochefort-en-Yvelines   |           |

### Hydrographie
Le village est arrosé par la petite rivière dite de la Celle prenant sa source au-dessus de la Celle-les-Bordes et descendant par Bandeville, Saint-Cyr-sous-Dourdan, pour aller se jeter dans la Rémarde, et pour le hameau de Moutiers par la petite rivière de Sainte-Anne, prenant ses sources dans les bois de Moutiers et dans la fontaine de Sainte-Anne à Moutiers.

### Transports et voies de communications

#### Réseau routier
La commune est traversée par la route départementale 149 qui mène à Dampierre-en-Yvelines vers le nord et à Rochefort-en-Yvelines vers le sud ainsi que par la route départementale 132 qui mène à Bonnelles vers l'est et vers Saint-Arnoult-en-Yvelines au sud-ouest.

#### Desserte ferroviaire
Gare la plus proche à 14 km Saint-Rémy-lès-Chevreuse.
Gare de Orsay Ville à 18,5 km.

#### Bus
La commune est desservie par les lignes 04, 29, 39.07, 39.07A, 39.07B et 39.30C du réseau de bus Centre et Sud Yvelines.

#### Sentier de randonnée
Le sentier de grande randonnée GR 1 traverse le territoire de la commune.

### Climat
Pour des articles plus généraux, voir Climat de l'Île-de-France et Climat des Yvelines.
En 2010, le climat de la commune est de type climat océanique dégradé des plaines du Centre et du Nord, selon une étude du CNRS s'appuyant sur une série de données couvrant la période 1971-2000. En 2020, Météo-France publie une typologie des climats de la France métropolitaine dans laquelle la commune est exposée à un climat océanique altéré et est dans la région climatique Sud-ouest du bassin Parisien, caractérisée par une faible pluviométrie, notamment au printemps (120 à 150 mm) et un hiver froid (3,5 °C).
Pour la période 1971-2000, la température annuelle moyenne est de 10,8 °C, avec une amplitude thermique annuelle de 15 °C. Le cumul annuel moyen de précipitations est de 665 mm, avec 11,2 jours de précipitations en janvier et 8 jours en juillet. Pour la période 1991-2020, la température moyenne annuelle observée sur la station météorologique la plus proche, située sur la commune de Choisel à 7 km à vol d'oiseau, est de 11,1 °C et le cumul annuel moyen de précipitations est de 709,1 mm,. Pour l'avenir, les paramètres climatiques de la commune estimés pour 2050 selon différents scénarios d'émission de gaz à effet de serre sont consultables sur un site dédié publié par Météo-France en novembre 2022.

## Urbanisme

### Typologie
Au 1er janvier 2024, Bullion est catégorisée commune rurale à habitat dispersé, selon la nouvelle grille communale de densité à sept niveaux définie par l'Insee en 2022.
Elle est située hors unité urbaine. Par ailleurs la commune fait partie de l'aire d'attraction de Paris, dont elle est une commune de la couronne,. Cette aire regroupe 1 929 communes,.

### Occupation des solssimplifiée
Le territoire de la commune se compose en 2017 de 93,2 % d'espaces agricoles, forestiers et naturels, 2,9 % d'espaces ouverts artificialisés et 3,9 % d'espaces construits artificialisés.

### Occupation des sols détaillée
Le tableau ci-dessous présente l'occupation des sols de la commune en 2018, telle qu'elle ressort de la base de données européenne d’occupation biophysique des sols Corine Land Cover (CLC).
| Type d’occupation                             | Pourcentage | Superficie (en hectares) |
| --------------------------------------------- | ----------- | ------------------------ |
| Tissu urbain discontinu                       | 6,6 %       | 141                      |
| Terres arables hors périmètres d'irrigation   | 22,1 %      | 469                      |
| Prairies et autres surfaces toujours en herbe | 10,0 %      | 213                      |
| Forêts de feuillus                            | 61,3 %      | 1303                     |
| Source : Corine Land Cover                    |             |                          |

### Hameaux de la commune
- Moutiers,
- Longchêne (l'écrivaine russe Nina Berberova y séjourna de 1938 à 1948).
- les Carneaux
- Ronqueux,
- la Claye,
- la Boulaye,
- la Grouaille,
- le Moulin de Béchereau,
- Gué d'Aulne : les aulnes, des arbres repères, ils étaient souvent plantés en limite de propriétés ou servaient de repère lorsqu'ils avaient quelque caractéristique remarquable, la route qui relie Bullion, les Carneaux ou Moutiers passe sur le pont au-dessus l'Aulne.
- la Galetterie,
- la Picardie,
- Aumont.

## Toponymie
La commune s'appelait auparavant Boullon. En 1621, son nouveau seigneur, Claude de Bullion, échangea l'ancien nom pour celui de sa famille. Il était surintendant des finances du roi Louis XIII, qui par décret autorisa ce changement en décembre 1621.
La forme la plus ancienne de Bullion est Villa Bualone en 615,,,, Bualone au VIIe siècle, Bualo, Budalo, Buedelone en 1085, Boolon, Boolum, Boolun, Boolum, Boolun, Boelon au XIIe siècle, Boolon, Boulon, Boeleium et Bollon au XIIIe siècle, Boolin en 1347, Boolon et Boulon au XIVe siècle, Boulonnio, Boullon au XVe siècle, Boulon au XVIe siècle (certains noms ont une écriture assez proche, cette similitude pourrait être due à des recopies manuscrites approximatives au fil des siècles).
L'étymologie de villa Bualone est composée du latin villa (domaine) et de l'anthroponyme Bualone, d'où « domaine de Bualo »; le nom de Bualone serait issu de l’anthroponyme gaulois Bullius et enfin pour Marianne Mulon c'est le « domaine de Budalo ».

## Histoire

### Périodegallo-romaine
Au IIe siècle Bullion se trouvait à proximité de l'ancienne voie gauloise reliant Lutèce à Carnotum et passant par Limours, Bonnelles, Rochefort, Saint-Arnoult puis par la voie romaine allant de Dreux à Corbeil par Vieille-Église, La Celle-les-Bordes, Bonnelles, Rochefort, Limours, Briis et Arpajon. Une sépulture renfermant vases de verre, poteries de terre rouge, haches et lances, fers, bague, datant de l'époque gallo-romaine est mise au jour dans une carrière par monsieur Ledeuil d'Enquin en 1903. [réf. nécessaire] Monsieur Toussaint, dans son répertoire archéologique de Seine-et-Oise, estime que par son mobilier funéraire et en particulier par les armes, cette tombe date plutôt de l'époque franque que de l'époque gallo-romaine.[réf. nécessaire]

### Mérovingiens
En 615, Bertrand, évêque du Mans (586 à 623), renouvelle par son testament la donation qu'il avait faite du domaine de Bualone en faveur de son arrière-petit-neveu Leuthrannus, le jour de ses noces. Par cette phrase : Villam Bualone, sitam in Stampense, secus Æqualinam il nous apprend que village de Bullion faisait partie du Pagus Stampensis ou Pays d'Étampes, près des Yvelines et de l'ancienne cité des Carnutes, situé à la limite du Hurepoix et du pays chartrain. Bullion dépendait du diocèse de Chartres et du doyenné de Rochefort.

### Carolingiens
Son histoire sera alors liée à celle de la région environnante et du pays d'Étampes qui, au début du Xe siècle, furent ravagés et totalement dévastés par Rollon et ses Normands. En 911, le traité de Saint-Clair-sur-Epte mit fin à leur pillage et les « asiles » (donjons et châteaux) désormais inutiles servirent aux seigneurs contre le roi et le peuple ; c'est le début de la féodalité rendue encore plus puissante par l'hérédité des fiefs. C'est ainsi que se constituèrent les seigneuries de Montfort puis de Rochefort-en-Yvelines.[réf. nécessaire]

### Capétiens
Dès le début du XIe siècle, l’Yveline était composée de trois domaines : - celui des seigneurs de Montfort, - celui du seigneur ou comte de Rochefort qui avait le sud-est de la forêt avec Rochefort, Bullion et Saint Arnoult et beaucoup d'autres territoires situés en dehors des Yvelines à l'est et au nord de Rochefort, - celui de la prévôté de Saint-Léger.
La paroisse de Boullon, alors Boeleium, existe depuis le XIe siècle. En 1061, une église devait s'élever au milieu du village au XIe siècle, sans doute à la place de l'édifice actuel. La paroisse et l'église de Boullon est sous le vocable de Saint-Vincent. Elle appartient dès sa fondation au diocèse de Chartres, au grand archidiaconé et au doyenné de Rochefort. Le présentateur de la cure en était le grand archidiacre. Dès le début du XIe siècle en effet, ce territoire était partagé entre trois seigneuries : celle des Montfort, celle du comte de Rochefort qui avait le sud-est de la forêt avec Rochefort et Saint-Arnoult et beaucoup d'autres endroits situés en dehors des Yvelines à l'est et au nord de Rochefort, et enfin le domaine royal d'Yveline ou prévôté de Saint-Léger.
Le pouillé de 1272 fait état de 150 paroissiens à Boullon.

### DuXIVesiècleauXVesiècle
Le 5 mars 1482, Jean de la Motte, écuyer, se trouve en possession de la terre et seigneurie de Boullon. Il avait pour femme Mathurine Lecomte. Le 6 septembre 1489 il fit l'acquisition du fief, terre et seigneurie de Guédonne, paroisse de Boullon, de Jean Belin, tailleur en robes, demeurant à Paris, puis, le 22 décembre 1494, du fief terre et seigneurie de Longchêne, d'Antoine Davelluys, seigneur de Beauvilliers et de Longchêne, chambellan du Roy. Le 17 janvier 1495, il prend le titre de seigneur des Carnaux et de Boullon et meurt en 1509.[réf. nécessaire]
Nous connaissons par les registres paroissiaux conservés depuis 1557, les noms des curés de Boullon.
À la suite d'un acte de baptême consigné le 7 octobre 1562, le curé de Bullion note ce qui suit : « Noter que depuis ces baptesmes précédents, les huguenots (protestants) commencèrent à courir le pays et agasser et détruire les
églises, cherchant les prêtres pour les mettre à mort, (c'est) pourquoy les curés, vicaires et prêtres furent fugitifz, ce qui fut cause que les cérémonies de baptesmes nont esté pu enregistrées »(la France va connaître 8 guerres de religion jusqu'en 1598).
Les arrière-arrière-petites-filles de Jean de la Motte — Marguerite et Sydonye de Vendômois — devaient, par contrat passé devant Bideault, notaire à Paris, vendre à Claude de Bullion, conseiller du roy, la seigneurie de Boullon.

### AuxXVIIesiècleetXVIIIesiècle, de Boullon à Bullion
En juin 1611, Claude de Bullion (1559-1640) acquiert le château, les terres et seigneuries de Boullon et des Carneaux avec haute et basse justice et devient Seigneur de Bullion, car c'est ainsi, selon la décision du nouvel acquéreur, que se nommera son nouveau domaine.  Selon le cartulaire de Saint-Rémy des Landes, paroisse de Clairefontaine : "Monseigneur de Bullion cognu de tout le monde à cause de sa surintendance dans les finances de sa majesté, ne fut pas à peine seigneur de la Paroisse de Boullon qu'il en changea le nom et lui fit porter le sien et présent s'y est-il que personne ne l'appelle plus autrement ".
Claude de Bullion, originaire de Mâcon, fut surintendant des finances du Roi Louis XIII. C'est lui qui créa le Louis d'or en le substituant à la Livre tournois. En avril 1636, il fonde, dans sa seigneurie de Bullion, une école pour treize « pauvres petits enfants » de cette paroisse ou des villages voisins. Il meurt en décembre 1640 d'une crise d'apoplexie. Les dons généreux de sa veuve Angélique Faure de Bullion permirent la création par Jeanne Mance de l'Hôtel-Dieu de Montréal en 1645.
Son fils, Noël de Bullion (1615-1670) lui succède, suivi par son fils Charles Denis de Bullion (1651-1745) dont la fille Marguerite de Bullion (1669-1745) épouse en 1706 Jean Charles de Crussol-d'Uzès (1683-1766) et lui apporte la seigneurie de Bullion.
Pierre Enfert, curé de Bullion depuis 1711, se fit une bien mauvaise réputation après s'être fait remarquer vers 1740 dans l'histoire des faux sorciers de Dourdan : « Quant au sire d'Enfer, c'était un vieux fou qui recevait chez lui une foule de bergers et de vauriens, et était le scandale de sa paroisse et la désolation de ses supérieurs… ». [réf. nécessaire]
Le pouillé de 1738 mentionne 300 communiants à Bullion.
La cure, supprimée à la Révolution, fut rétablie en l'an XII (1804).

## Politique et administration

### Liste des maires
| Période                                  | Période   | Identité                 | Étiquette | Qualité |
| ---------------------------------------- | --------- | ------------------------ | --------- | ------- |
| Les données manquantes sont à compléter. |           |                          |           |         |
| mars 2001                                | mars 2008 | Jean-Claude Van Hauwe    | UMP       |         |
| mars 2008                                | mars 2014 | Blandine le Texier-Jault |           |         |
| mars 2014                                | mars 2020 | Daniel Picard            |           |         |
| mars 2020                                | En cours  | Xavier Caris             | LR        |         |

## Population et société

### Démographie

#### Évolution démographique
L'évolution du nombre d'habitants est connue à travers les recensements de la population effectués dans la commune depuis 1793. Pour les communes de moins de 10 000 habitants, une enquête de recensement portant sur toute la population est réalisée tous les cinq ans, les populations de référence des années intermédiaires étant quant à elles estimées par interpolation ou extrapolation. Pour la commune, le premier recensement exhaustif entrant dans le cadre du nouveau dispositif a été réalisé en 2007.

En 2022, la commune comptait 1 915 habitants, en évolution de −0,36 % par rapport à 2016 (Yvelines : +2,72 %, France hors Mayotte : +2,11 %).
| 1793 | 1800 | 1806 | 1821 | 1831 | 1836 | 1841  | 1846 | 1851 |
| ---- | ---- | ---- | ---- | ---- | ---- | ----- | ---- | ---- |
| 688  | 785  | 800  | 796  | 814  | 850  | 1 836 | 825  | 852  |

| 1856 | 1861 | 1866 | 1872 | 1876 | 1881 | 1886 | 1891 | 1896 |
| ---- | ---- | ---- | ---- | ---- | ---- | ---- | ---- | ---- |
| 822  | 840  | 830  | 795  | 757  | 712  | 748  | 704  | 658  |

| 1901 | 1906 | 1911 | 1921 | 1926 | 1931 | 1936 | 1946 | 1954 |
| ---- | ---- | ---- | ---- | ---- | ---- | ---- | ---- | ---- |
| 627  | 592  | 555  | 471  | 468  | 449  | 421  | 586  | 768  |

| 1962 | 1968 | 1975  | 1982  | 1990  | 1999  | 2006  | 2007  | 2012  |
| ---- | ---- | ----- | ----- | ----- | ----- | ----- | ----- | ----- |
| 643  | 738  | 1 303 | 1 293 | 1 703 | 1 799 | 1 944 | 1 951 | 1 950 |

| 2017  | 2022  | - | - | - | - | - | - | - |
| ----- | ----- | - | - | - | - | - | - | - |
| 1 914 | 1 915 | - | - | - | - | - | - | - |

#### Pyramide des âges
En 2018, le taux de personnes d'un âge inférieur à 30 ans s'élève à 36,5 %, soit en dessous de la moyenne départementale (38,0 %). À l'inverse, le taux de personnes d'âge supérieur à 60 ans est de 23,6 % la même année, alors qu'il est de 21,7 % au niveau départemental.
En 2018, la commune comptait 967 hommes pour 943 femmes, soit un taux de 50,63 % d'hommes, légèrement supérieur au taux départemental (48,68 %).
Les pyramides des âges de la commune et du département s'établissent comme suit.
| Hommes | Classe d’âge | Femmes |
| ------ | ------------ | ------ |
| 0,4    | 90 ou +      | 0,5    |
| 4,9    | 75-89 ans    | 6,0    |
| 17,7   | 60-74 ans    | 17,7   |
| 23,3   | 45-59 ans    | 24,8   |
| 14,9   | 30-44 ans    | 16,8   |
| 15,4   | 15-29 ans    | 17,4   |
| 23,3   | 0-14 ans     | 16,8   |

| Hommes | Classe d’âge | Femmes |
| ------ | ------------ | ------ |
| 0,6    | 90 ou +      | 1,4    |
| 6      | 75-89 ans    | 7,8    |
| 13,5   | 60-74 ans    | 14,8   |
| 20,7   | 45-59 ans    | 20,1   |
| 19,6   | 30-44 ans    | 19,9   |
| 18,5   | 15-29 ans    | 16,8   |
| 21,2   | 0-14 ans     | 19,2   |

### Sports
VTT : Bullion compte un spot de dirt au sein même de la commune ainsi qu'une piste de descente réputée dans la foret avoisinante.

### Activités festives
La fête du village (créée en 1966) ne dure ni un jour (ou deux) comme dans la majeure partie des communes de France, mais quatre : ce sont les localement célèbres 4 jours de Bullion, du jeudi de l'Ascension au dimanche qui suit, reconnu sous le slogan «A l'ascension, Tous à Bullion». Les joyeux « fêtards » du cru ont laissé leur nom à la place des Patagons en raison de leur capacité à festoyer durant des jours et de la vie de « Patachons » qu'on leur supposait.

## Économie

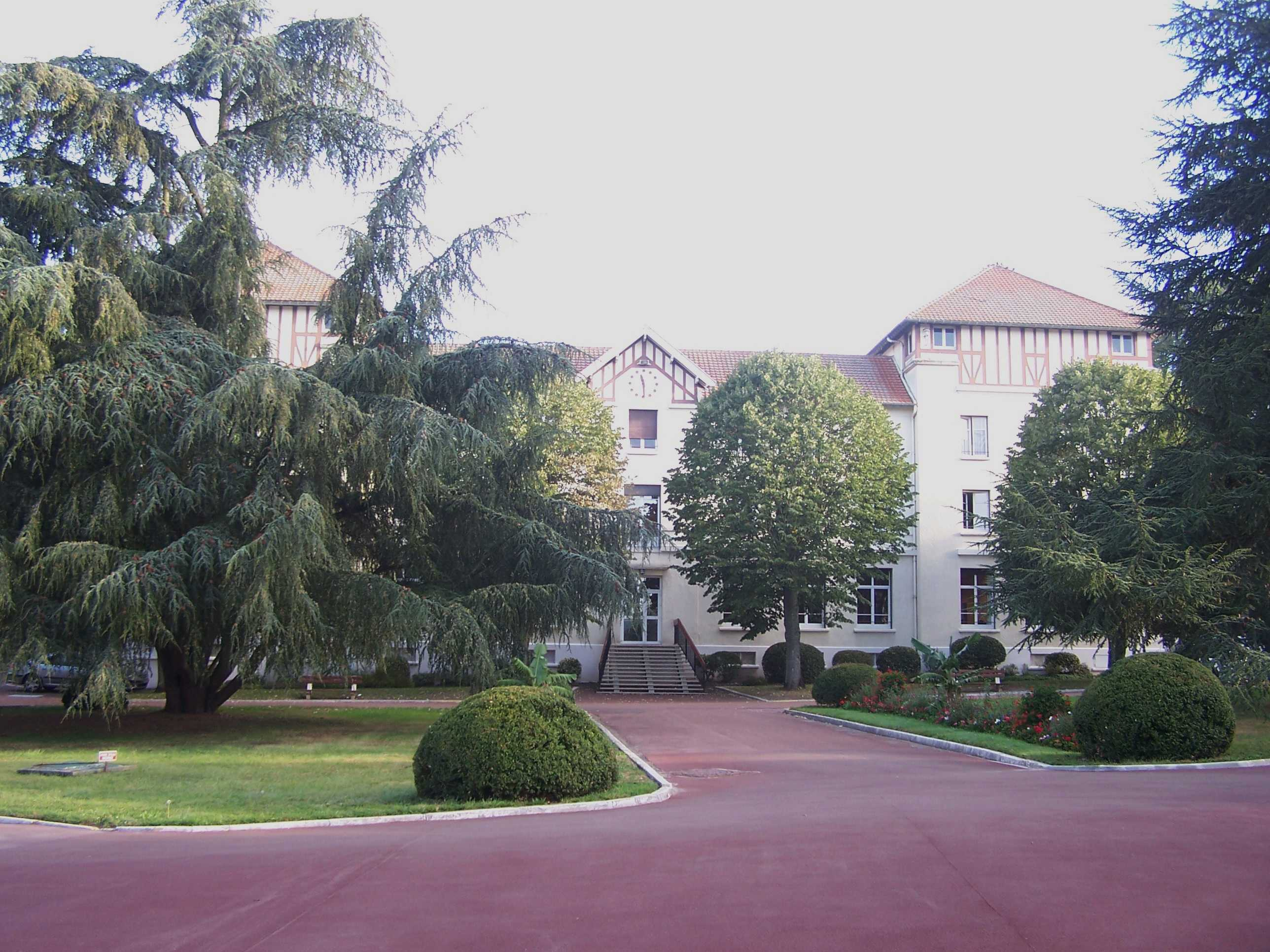
L'hôpital de pédiatrie et de rééducation.

L'hôpital de pédiatrie et de rééducation de Bullion se trouve à proximité du hameau de Longchêne et est, comme son nom l'indique, un établissement spécialisé qui accueille des enfants de la naissance à 17 ans pour des soins de suite, de rééducation diététique ou fonctionnelle et de réadaptation. Les bâtiments, assez distants les uns des autres, sont situés dans un parc immense, arboré et fleuri à profusion. L’établissement fut créé en 1933.

## Culture locale et patrimoine

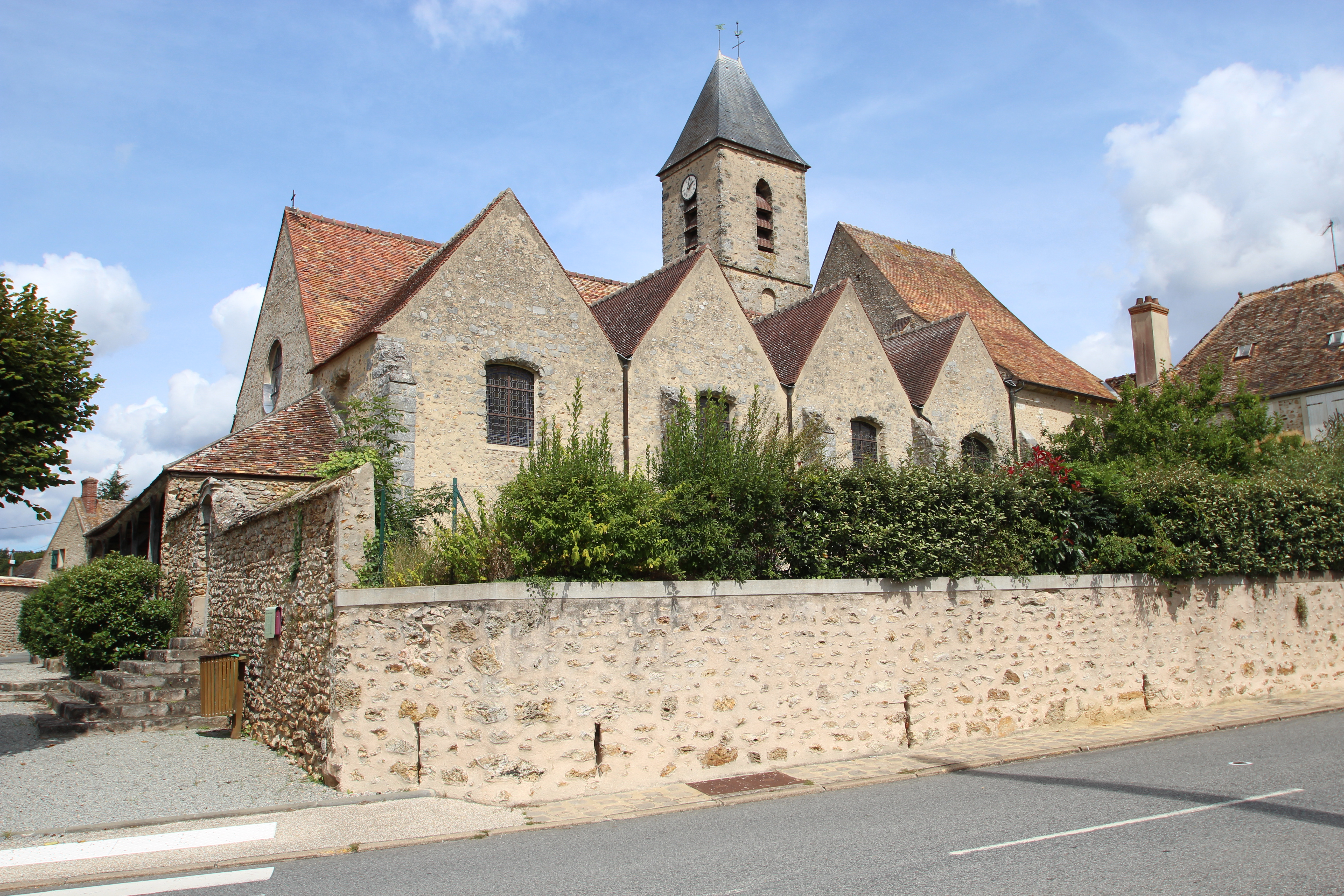
L'église Saint-Vincent-et-Saint-Sébastien.

### Lieux et monuments

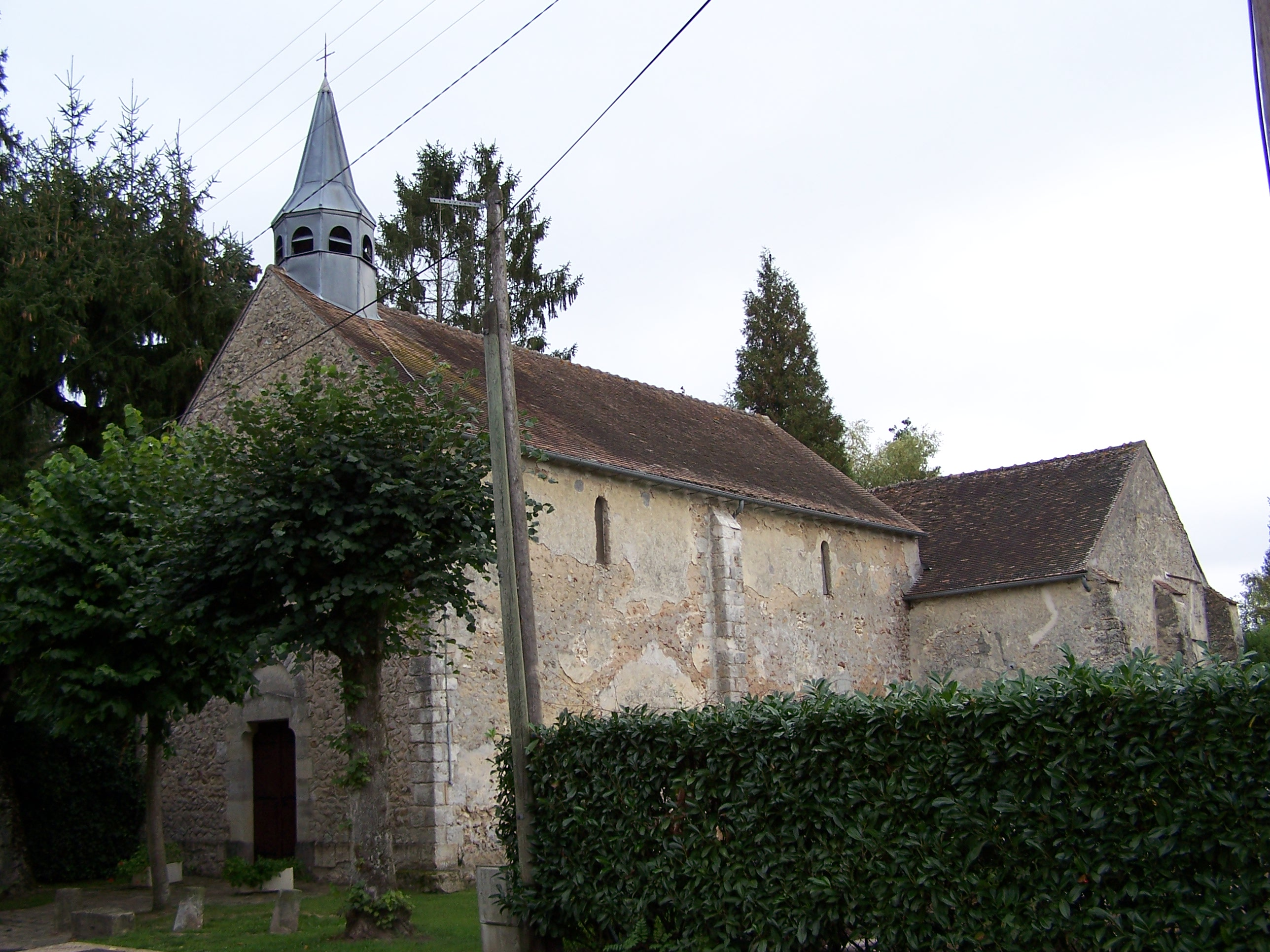
La chapelle Sainte-Anne.

L'église Saint-Vincent-et-Saint-Sébastien,  Inscrite MH (1962, inscription par arrêté du 13 juillet 1962).
Construite initialement au XIe siècle, elle a subi des transformations successives jusqu'au XVIe siècle.
Située au centre du village, sur une sorte de promontoire, et bien orientée, l'église, précédée d'un porche en bois surélevé de quelques marches, affecte la forme générale d'un rectangle de 31,50 m sur 16 m, terminé à l'est par un chevet demi-circulaire de trois mètres de rayon. Un pignon couronne la façade occidentale percée de trois portes et clocher carré, couvert d'une flèche d'ardoise, s'élève au-dessus du collatéral nord.
Les trois portes de la façade donnent accès aux trois nefs d'inégale largeur ; la nef centrale et les deux collatéraux, voûtés de façon différente et menant au chœur puis à l'abside et aux deux chapelles flanquant le chœur au nord et au sud. La nef centrale est voûtée d'un berceau brisé lambrissé à entraits apparents ; le bas-côté gauche d'un berceau plein cintre (ajout moderne) et le collatéral sud de croisées d'ogives. Relié à la nef par cinq arcades (dont une seule en tiers-point) le collatéral nord diffère totalement du bas-côté sud qui, lui, s'ouvre sur la nef centrale par quatre arcades brisée reposant sur des piliers octogonaux.
Le chœur rectangulaire couvert d'une voûte d'ogives à liernes et tiercerons s'ouvre à l'est sur l'abside, et au nord et au sud, par de larges arcs en anse de panier, sur deux chapelles à croisées d'ogives. Ces parties orientales de l'église paraissent d'un même style et d'une époque beaucoup plus tardive que le reste de l'édifice.
Quant aux matériaux employés, ils varient du moellon baignant dans un épais mortier et recouvert d'enduit dans les parties nord et ouest, à la pierre appareillée du collatéral sud, du chœur, de l'abside et des chapelles latérales. Le bois est présent dans les charpentes, la voûte de la nef et le porche d'entrée abritant la façade ; la tuile plate fut employée pour la couverture (l'ardoise du clocher est due à une restauration moderne).
Une nef accostée de deux collatéraux plus étroits, deux chapelles, le chœur qui précède l'abside demi-circulaire, le tout constitue un plan très simple rappelant le type basilical des premières églises chrétiennes que les architectes carolingiens reprirent pour leurs propres édifices et léguèrent à l'art roman. L'église de Bullion est un exemple de cette survivance du vieux plan latin dans les édifices chrétiens. Simplicité du plan, sobriété de l'architecture, mais grande variété dans les divers éléments constitutifs du monument due aux constructions et reconstructions d'époques successives. L'église montre en effet de nos jours une certaine hétérogénéité qui ne manque pas de frapper. Si reconstructions et restaurations de ces temps derniers ont fait disparaître l'harmonie d'ensemble du premier édifice, il est cependant possible d'imaginer quel plan et quel aspect il présentait au XIe siècle. De toutes les parties de l'église, celle du nord paraît la plus ancienne. L'élévation latérale de la nef avec ses lourds massifs barlongs et ses fenêtres hautes irrégulières, les petites baies du bas-côté, l'absence de voûte sur le collatéral, le décor inexistant, le matériau lui-même (moellons liés entre eux par un mortier de chaux et de sable auquel on a ajouté de la brique pilée qui lui donne cette couleur rose, et moyen appareil pour les archivoltes et les piedroits des arcades et pour certaines parties du mur), tout cela amènerait à dater l'édifice d'une époque assez ancienne. Rhuis XIe siècle, Saint-Léger-aux-Bois (1050), Vignory (1049), ont aussi leurs piles barlongues dénuées de chapiteaux, et cette disposition, signe réel d'antiquité, est également observée dans l'église de Château-Landon entièrement du XIe siècle. Comme à Juziers, ces piles rectangulaires prennent naissance au sol sans l'intermédiaire d'aucune base : nu et rectangulaire, lourd et trapu, c'est le simple pilier des basiliques carolingiennes rencontré à Montiérender au Xe siècle. Ce type de support en usage général dans les églises rurales pendant toute la période du XIe siècle, est encore employé par beaucoup d'architectes au XIIe siècle, selon un parti hérité du pilier carré de la Basse-Œuvre de Beauvais. Dans la plupart des nefs antérieures à la mi-XIIe siècle, et non voûtées, ces piles sont reliées entre elles par des arcs en plein cintre. Au rouleau simple et nu dont malheureusement un enduit cache les claveaux, ceux de Bullion reposent sans l'intermédiaire de chapiteaux ni d'impostes sur ces piles barlongues qui ne sont en fait, comme à Saint-Vaast-de-Longmont, que des portions de muraille réservées dans le mur gouttereau. Leur grande section due à l'épaisseur des murs dans lesquels ils sont percés, leur profil rectangulaire à un seul rang de claveaux, leurs arêtes dépourvues de mouluration, sont une présomption d'archaïsme.
La chapelle Sainte-Anne de Moutiers
Anciennement  appelée prieuré Sainte-Anne Sainte-Scariberge, où se trouve le lavoir de Moutiers mérite une attention particulière. À proximité immédiate de celle-ci se trouvent une fontaine, un lavoir et un abreuvoir. La Fontaine était dédiée primitivement à sainte Scariberge. Cette dernière était l'épouse du futur saint Arnoult et nièce de Clovis. Elle se retire dans la forêt d'Yvelines et y fonde le monastère de Saint-Rémy des Landes. Ce lieu est dès le Moyen Âge très honoré et de nombreux pèlerins qui viennent pour son eau miraculeuse. Cette fontaine avait la réputation de ne pas se tarir malgré les plus grandes chaleurs. On sait que l'année 1719 a connu une très grande sécheresse. Le registre paroissial de Bullion à la date du 6 juillet 1719 garde la trace de tels pèlerinages venant de toute la région pour demander la pluie. Ceci recouvre peut être les traces d'un culte plus ancien pour faire tomber la pluie et protéger les récoltes de la sécheresse. Il y a encore quelques années on y jetait des pièces de monnaie.

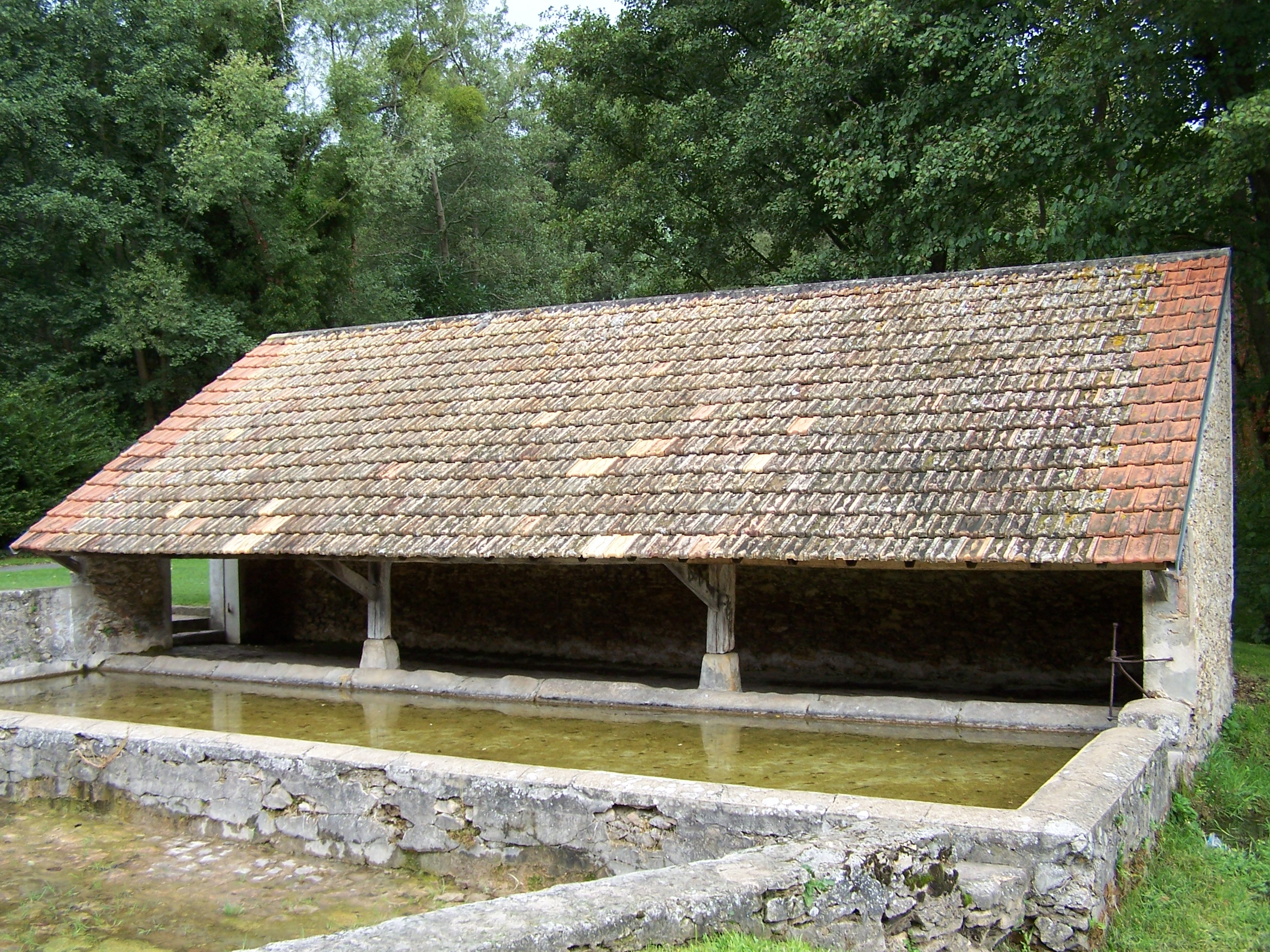
Le lavoir du hameau de Moutiers.

Les lavoirs
La commune de Bullion possède quatre lavoirs sur son territoire, dont les trois premiers sont alimentés par une source d'eau :
- Le lavoir des Valentins, proche du ruisseau du Cousin, bâti en 1877 avec les matériaux provenant de la destruction de l'ancienne école. Rénové en 1994.
- Le lavoir de la rue Saint-Vincent dans le bourg.
- Le lavoir du hameau de Moutiers alimenté par une source qui alimente, avec un débit constant, la fontaine, le lavoir puis l'abreuvoir avant de déverser dans la rivière Sainte Anne.
- Le lavoir du hameau de Longchêne, situé en bordure d'une mare.
- Mis à part celui de Longchêne quelque peu à l'abandon et, à tout le moins, moins bien entretenu, les autres ont bénéficié d'une restauration récente.

Les moulins
Ces moulins étaient situés sur les cours des rivières de l'Aulne (dénommée « la Celle » à cette époque) et de la Rabette.
Ces moulins produisaient principalement de la farine pour l'alimentation des animaux de ferme. Les moulins de Béchereau et de la Galetterie furent les deux seuls encore en service après 1900.
- Le nombre de moulins à eau ayant existé sur le territoire de Bullion serait de cinq et non de six comme communément admis : le moulin de Chambernoult était situé sur le territoire de la commune de La Celle-les-Bordes[30].
  - le moulin de la Poterie, il appartenait au duc d'Uzès lorsque son activité fut interrompue à la fin du 19e siècle.
  - le moulin de Béchereau, il était situé sur l'Aulne, portait le même nom que le premier moulin situé sur le cours de la Rémarde à Sonchamp.
  - le moulin de Bullion aux Carneaux, Le moulin des Carneaux appartenait en 1840 à Pierre Eugène Gobert. En 1869, il appartenait à la famille Leroy Mery.
  - le moulin de la Galetterie, il restera en activité jusqu'à 1910, son propriétaire était alors Paul Beaurienne.
  - le moulin du Guédone, Guédosne, Guédonne, Gué d'Aulne (aujourd'hui).

L’ancienne ligne de chemin de fer
L’ancienne ligne de chemin de fer Paris-Chartres par Gallardon serpentait le territoire de la commune. Il en reste encore quelques ouvrages d'art, notamment des ponts remarquables par la hauteur de leurs voûtes et l’utilisation de matériaux tels que la pierre meulière et le grès. En fait, seule la section entre Massy (Essonne) (ex-Seine-et-Oise à l'époque) et Chartres (Eure-et-Loir) fut opérationnelle de mai 1930 à septembre 1939. L'exploitation fut abandonnée en raison du faible trafic et de la guerre.
Le château de Ronqueux

### Personnalités liées à la commune
- Claude de Bullion (1549-1640), seigneur du lieu en 1611, ministre de Louis XIII.
- Alexandre Elisabeth Michel Digeon (1771-1826), général des armées de la République et de l'Empire (nom gravé sous l'arc de triomphe).
- Robert Paragot, alpiniste chevronné (1927-2019), est né à Bullion. La municipalité a donné son nom à la salle polyvalente communale ainsi que le nom de Makalu, un sommet himalayen qu'il a vaincu en 1971, à une des rues du village.
- Jean Hamon (1935-2020), promoteur immobilier, fut propriétaire du château.

### Héraldique
| Blason de Bullion | Blason  | D'azur aux trois fasces ondées abaissées d'argent, au lion d'or issant de la première fasce. |
| Blason de Bullion | Détails |                                                                                              |